# Bâscenii de Jos
Bâscenii de Jos – wieś w Rumunii, w okręgu Buzău, w gminie Calvini. W 2011 roku liczyła 2355 mieszkańców.